# BA-CA-TennisTrophy 2004
BA-CA-TennisTrophy 2004 — тенісний турнір, що проходив на кортах з твердим покриттям у місті Відень, Австрія з 11 жовтня . Належав до категорії International Series Gold, був турніром серії Vienna Open 2004 року.

## Фінальна частина

### Одиночний розряд
Фелісіано Лопес —  Гільєрмо Каньяс 6–4, 1–6, 7–5, 3–6, 7–5

### Парний розряд
Мартін Дамм /  Цирил Сук —  Гастон Етліс /  Мартін Родрігес 6–7(4–7), 6–4, 7–6(7–4)